# Ursula Vedder
Ursula Vedder (* 27. September 1955; † 23. März 2018) war eine deutsche Klassische Archäologin.

## Leben
Geboren in der Pfalz als Ursula Seeger, studierte Vedder Klassische Archäologie an der Universität Mainz und der Universität Bonn. 1984 wurde sie in Bonn bei Nikolaus Himmelmann promoviert; ihre Dissertation befasste sich mit dem Figurenschmuck attischer Grabanlagen des 4. Jahrhunderts v. Chr. und wurde 1985 publiziert. Seitdem war sie an verschiedenen wissenschaftlichen Projekten beteiligt, die sich beispielsweise mit der lateinischen Epigraphik und der Kunst der klassischen Antike befassten. In diesem Zusammenhang war Ursula Vedder 1986 bis 1990 als wissenschaftliche Hilfskraft bei der Kommission für Alte Geschichte und Epigraphik des Deutschen Archäologischen Instituts und 1991 bis 1992 bei der Bayerischen Akademie der Wissenschaften für die Bearbeitung eines Bandes des Corpus Vasorum Antiquorum Deutschland zur Vasensammlung des Frankfurter Liebieghauses beschäftigt. 1993 bis 1994 war sie wissenschaftliche Angestellte an der Kommission für Alte Geschichte und Epigraphik. 1995 bis 2001 war sie freiberuflich tätig und dabei auch – etwa an der Münchner Volkshochschule – in der Öffentlichkeitsarbeit engagiert. So bot sie unter anderem Seminare zur Plastik des antiken Griechenland für Blinde und Sehbehinderte an. Seit 2001 war sie als Assistentin der Direktion im Verwaltungsbereich der Kommission für Alte Geschichte und Epigraphik angestellt.
Neben ihren klassisch-archäologischen Forschungen befasste sich Vedder auch mit modernen Kolossalstatuen, insbesondere der Bavaria vor der Ruhmeshalle in München. Aus dieser Beschäftigung gingen wiederum ihre Arbeiten zum Koloss von Rhodos hervor, zu dem sie 2015 eine Monographie publizierte. Sie vertrat darin die These, dass sich die Monumentalstatue nicht am Hafen der Stadt, sondern im Helios-Heiligtum befand. Diesen Tempel wiederum vermutete sie in der Anlage oberhalb der Stadion-Terrasse von Rhodos, die zuvor meist als Heiligtum des Apollon Pythios gedeutet worden war.

## Schriften (Auswahl)
- Untersuchungen zur plastischen Ausstattung attischer Grabanlagen des 4. Jhs. v. Chr. (= Europäische Hochschulschriften. Reihe 38: Archäologie. Band 7). Lang, Frankfurt am Main u. a. 1985, ISBN 3-8204-8323-3 (zugleich Dissertation).
- mit Stamatia Meyer-Emmerling: Corpus Vasorum Antiquorum Deutschland. Band 66: Frankfurt am Main 4: Universität und Liebighaus. C. H. Beck, München 1994, ISBN 3-406-38949-X.
- Grabsteine mit Porträt in Augusta Emerita (Lusitania). Zur Rezeption stadtrömischer Sepulkralkunst in einer Provinzhauptstadt (= Kölner Studien zur Archäologie der römischen Provinzen. Band 5). Verlag Marie Leidorf, Rahden (Westfalen) 2001, ISBN 3-89646-133-8.
- Der Koloss von Rhodos. Archäologie, Herstellung und Rezeptionsgeschichte eines antiken Weltwunders. Nünnerich-Asmus, Mainz 2015, ISBN 978-3-945751-17-6.